# Pierre-Yves Chapalain
Pierre-Yves Chapalain est un acteur, auteur dramatique et metteur en scène de théâtre, né le 27 février 1971.

## Théâtre

### Auteur
- Travaux
- Ma maison
- Le Rachat
- La Lettre, Éditions Les Solitaires Intempestifs
- La Fiancée de Barbe-bleue
- Absinthe, Éditions Les Solitaires Intempestifs
- La brume du soir
- Outrages, éditions Les Solitaires Intempestifs
- Où sont les ogres, éditions Les solitaires Intempestifs
- Derrière tes paupières

### Comédien
- 1993 : Molière de Carlo Goldoni, mise en scène Daniel Soulier, Théâtre de la Main d'or
- 1993 : Le Misanthrope de Molière, mise en scène Jean-Christian Grinevald, Théâtre de la Main d'or
- 1994 : Petite Zoologie amoureuse de Pierre Bourgeade, mise en scène Maurice Attias, Théâtre de la Main d'or
- 1994 : Génération sans adieu de Wolfgang Borchert, mise en scène Christian Peythieu, Choisy-le-Roi
- 1995 : Génération sans adieu de Wolfgang Borchert, mise en scène Christian Peythieu, Comédie de Reims
- 1995 : Des jours entiers des nuits entières de Xavier Durringer, mise en scène Stéphanie Chévara, Théâtre de la Main d'or
- 2000 : Le Baladin du monde occidental de John Millington Synge, mise en scène Guy-Pierre Couleau, Lavoir Moderne Parisien, Théâtre 13, Théâtre de Bourg-en-Bresse, Nouveau théâtre d'Angers
- 2000 : Treize Étroites Têtes de Joël Pommerat, CADO
- 2000 : Mon ami et Pôles de Joël Pommerat, Théâtre Paris-Villette
- 2001 : Mon ami et Pôles de Joël Pommerat, Théâtre Paris-Villette, CADO
- 2001 : W. de Sophie Renauld, mise en scène de l'auteur, Théâtre de la Manufacture
- 2002 : Mon ami et Pôles de Joël Pommerat, Lavoir Moderne Parisien
- 2002 : Grâce à mes yeux de Joël Pommerat, Théâtre Paris-Villette
- 2003 : Grâce à mes yeux de Joël Pommerat, Comédie de Caen, Théâtre de Bourg-en-Bresse
- 2004 : Au monde de Joël Pommerat, Théâtre Paris-Villette, Théâtre national de Strasbourg, Comédie de Caen
- 2005 : D'une seule main de Joël Pommerat, CDN de Thionville-Lorraine, Théâtre Paris-Villette, CADO
- 2005 : Ma maison de Pierre-Yves Chapalain, mise en scène Philippe Carbonneaux, L'Échangeur Bagnolet, Nouveau Théâtre de Besançon
- 2006 : Les Animaux de Olivier Coyette, mise en scène Valéry Warnotte, Centre Wallonie-Bruxelles
- 2006 : Au monde de Joël Pommerat, Festival d'Avignon
- 2006 : Le Rachat de Pierre-Yves Chapalain, mise en scène Philippe Carbonneaux, Nouveau Théâtre de Besançon
- 2006 : Ma maison de Pierre-Yves Chapalain, mise en scène Philippe Carbonneaux, CDN de Thionville-Lorraine
- 2007 : Le Rachat de Pierre-Yves Chapalain, mise en scène Philippe Carbonneaux, L'Échangeur Bagnolet
- 2007 : Alex Legrand de Nathalie Fillion, mise en scène de l'auteur, Théâtre des Célestins
- 2008 : Le Rachat de Pierre-Yves Chapalain, mise en scène Philippe Carbonneaux, Théâtre de Cachan
- 2008 : Pinocchio de Joël Pommerat d'après Carlo Collodi, Odéon-Théâtre de l'Europe Ateliers Berthier, Théâtre de la Croix-Rousse, Théâtre national de Bretagne, TNBA, Théâtre national de Toulouse Midi-Pyrénées, Comédie de Valence, tournée
- 2008 : Au monde de Joël Pommerat, Théâtre de Gennevilliers, MC2, tournée
- 2008 : D'une seule main de Joël Pommerat, Théâtre de Gennevilliers
- 2009 : Pinocchio de Joël Pommerat d'après Carlo Collodi, Nouveau Théâtre de Montreuil, Théâtre du Jeu de Paume, MC2, Théâtre national de Strasbourg, Le Quartz, Théâtre de Sartrouville et des Yvelines, Nouveau théâtre d'Angers, Comédie de Béthune, tournée
- 2010 : Pinocchio de Joël Pommerat d'après Carlo Collodi, CDDB-Théâtre de Lorient, La Rose des vents, Le Festin, Odéon-Théâtre de l'Europe Ateliers Berthier, tournée
- 2011 : Pinocchio de Joël Pommerat d'après Carlo Collodi, tournée
- 2011 : Du fond des gorges de Pierre Meunier, mise en scène collective, Théâtre Dijon-Bourgogne, La Rose des vents, tournée
- 2012 : Du fond des gorges de Pierre Meunier, mise en scène collective, Théâtre national de Strasbourg, Théâtre de la Bastille, tournée
- 2012 : Pinocchio de Joël Pommerat d'après Carlo Collodi, tournée
- 2014 : La pluie d'été de Marguerite Duras, mise en scène Sylvain Maurice, tournée

### Metteur en scène
- La Barre de réglisse de Pierre-Yves Chapalain, Espace 31 Gentilly
- 2006 : La Lumière blanche de Pierre-Yves Chapalain, Théâtre de la Tempête
- 2006 : Banlieues et politique, collectif, Théâtre de la Tempête
- 2008 : La Lettre de Pierre-Yves Chapalain, Théâtre de la Tempête
- 2010 : La Fiancée de Barbe-bleue, Nouveau Théâtre de Besançon
- 2010 : Absinthe de Pierre-Yves Chapalain, Théâtre de la Bastille
- 2013 : La brume du soir de Pierre-Yves Chapalain, CDN de Dijon
- 2015: Outrages de Pierre-Yves Chapalain, Théâtre de Sartrouville, Le Canal de Redon
- 2017: Où sont les Ogres de Pierre-Yves Chapalain, Les Pénitents Blancs au festival d'Avignon
- 2019: Dossier K, d'après Kafka, Théâtre de l'échangeur à Bagnolet